# Philippe Rotthier
Philippe Rotthier (Bruselas, 1941) es un arquitecto belga establecido en Ibiza. En su honor se hace el Premio de Arquitectura Europea Philippe Rothier.

## Biografía
Philippe Rotthier se licenció en la escuela nacional de La Cambre en 1964. Se interesó por la arquitectura tradicional y, a partir de 1973, realizó numerosas reformas de casas antiguas. También construyó casas nuevas fieles a las formas antiguas. Entre sus creaciones podemos destacar la casa El Porxet, construida en la isla de Ibiza (1988-1989).
En 1982, creó la Fundación para la Arquitectura, que concede cada tres años el Premio de Arquitectura Europea Philippe Rotthier cuyo objetivo es «premiar los barrios más bellos construidos en Europa durante los últimos 25 años». Junto con Maurice Culot, es también el fundador de la editorial AAM (Archives d'Architecture Moderne).

## Publicaciones
- Rotthier, Philippe, ed. (1997). Architectures, arquitecturas - Ibiza: Philippe Rotthier architecte. TEHP - AAM Ed. ISBN 978-2-87143-098-8.
- Culot, Maurice, ed. (2005). Alter architecture. AAM, Archives d'architecture moderne. ISBN 978-2-87143-165-7.